# Suniered
Suniered o Sunifred va ser un religiós mossàrab, arquebisbe de Toledo entre 731 i 758.
Apareix en tots els catàlegs episcopals, segon Flórez, però no se'n tenen més dades biogràfiques més enllà del seu nom, que alguns llegeixen com Sunifred. El seu nom és d'origen visigot, per tant l'església de Toledo va continuar recaient en mans de famílies de classe alta visigoda, perquè el càrrec metropolità tenia una importància capital per al control de la població mossàrab sotmesa pels musulmans. Per tant, els primers arquebisbes d'aquest període van pertànyer molt probablement a l'estirp del rei Vitiza, ja que va ser afavorida pels cabdills musulmans. El que és cert és que aquest prelat va ocupar la diòcesi durant més de vint anys, al llarg dels quals, com afirma Ramón Gonzálvez, ell molt probablement va tenir la responsabilitat de reconstruir l'església davant d'una situació de confusió després de la conquesta i adaptar l'estil de vida dels cristians a la nova situació sota domini islàmic. A més, en aquesta primera època l'església toledana, encara centre de la vida religiosa hispana durant el segle viii encara devia comptar amb nombrosos recursos humans per ajudar en la reconstrucció.